# Tochquonyalla Range
Tochquonyalla Range är ett berg i Kanada.   Det ligger i provinsen British Columbia, i den sydvästra delen av landet, 3 800 km väster om huvudstaden Ottawa. Toppen på Tochquonyalla Range är 1 894 meter över havet, eller 504 meter över den omgivande terrängen. Bredden vid basen är 8,5 km.
Terrängen runt Tochquonyalla Range är bergig västerut, men österut är den kuperad. Trakten runt Tochquonyalla Range är nära nog obefolkad, med mindre än två invånare per kvadratkilometer.. Det finns inga samhällen i närheten. 
I omgivningarna runt Tochquonyalla Range växer i huvudsak barrskog.